# Tribunal des conflits

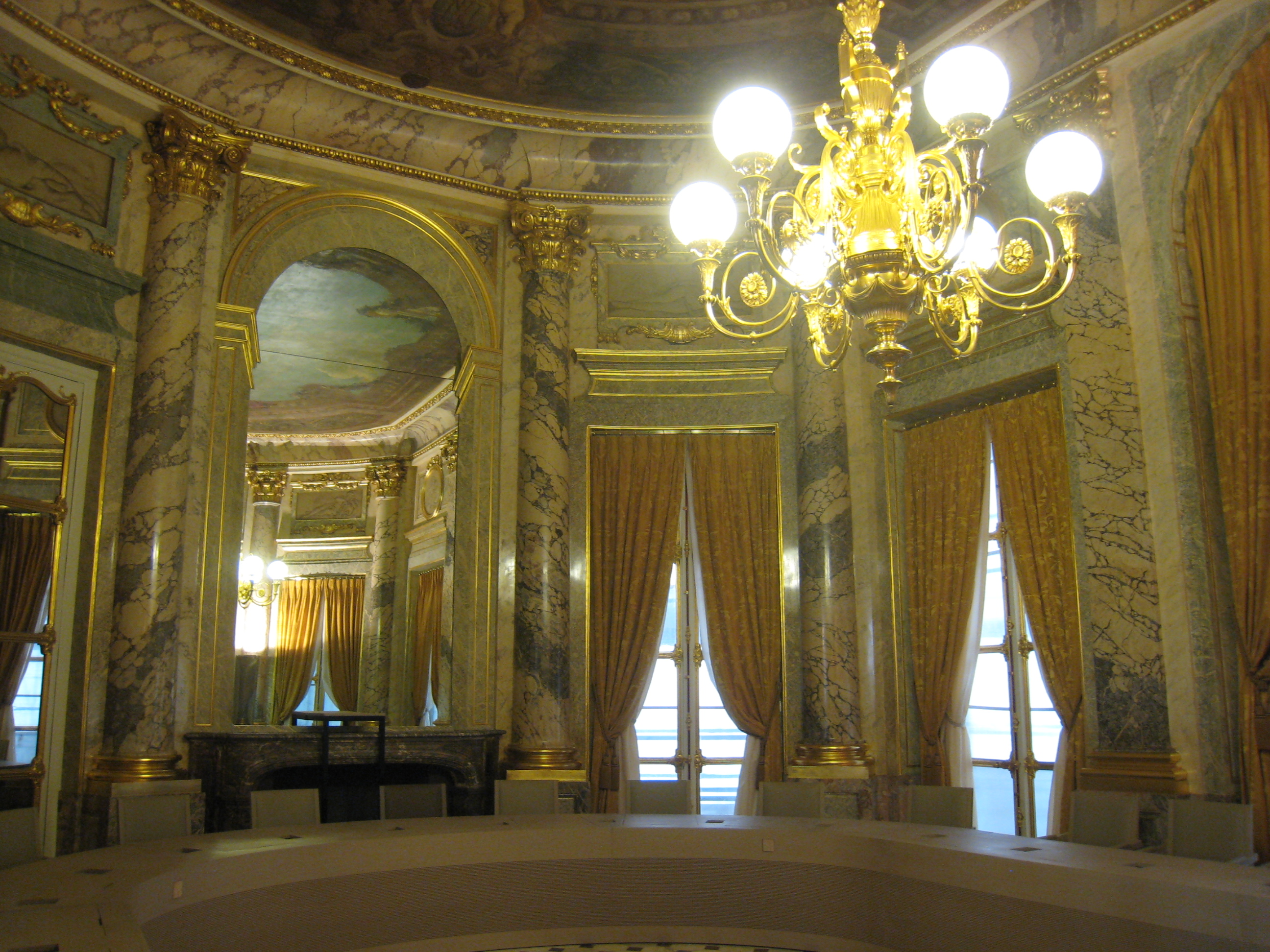
Gerichtssaal des Tribunal des conflits im Palais Royal

Das Tribunal des conflits ist ein Gericht des französischen Staates. Dessen Aufgabe ist es, Zuständigkeitsfragen zwischen der ordentlichen Gerichtsbarkeit (juridiction judiciaire) und der Verwaltungsgerichtsbarkeit  (juridiction administrative) zu entscheiden.

## Geschichte und Rechtsgrundlage
Das Tribunal des conflits wurde ursprünglich durch Artikel 89 der Verfassung von 1848 errichtet, um Zuständigkeitsfragen zwischen Verwaltung und Gerichtsbarkeit zu schlichten. Im Zweiten Kaiserreich wurde es aufgelöst und dann durch das Gesetz vom 24. Mai 1872 wieder eingesetzt. Durch das Gesetz vom 20. April 1932 und das Dekret vom 25. Juli 1960 wurde sein Zuständigkeitsbereich ausgedehnt.

## Zusammensetzung und Tätigkeit
Das Tribunal des conflits besteht aus dem Justizminister als Vorsitzendem sowie je vier auf drei Jahre benannten Mitgliedern aus dem Conseil d’État und dem Kassationshof. Die Entscheidungen werden mit einfacher Mehrheit getroffen. Das Tribunal des conflits ist am Conseil d’État angesiedelt und tagt im Palais Royal. Der Justizminister nimmt an den Sitzungen üblicherweise nur bei Stimmengleichheit teil und hat dann die entscheidende Stimme. Die Anklagebehörde setzt sich aus zwei Mitgliedern aus dem Staatsrat und zwei Mitgliedern aus dem Kassationshof zusammen. Das Tribunal des conflits behandelt etwa 50 Fälle pro Jahr.

## Zuständigkeit
Das Tribunal des conflits ist für fünf definierte Fallklassen zuständig, nämlich den positiven Kompetenzkonflikt (conflit positif), den negativen Kompetenzkonflikt (conflit négatif), den Entscheidungskonflikt (conflit de décisions), den Verweisungskonflikt (conflit sur renvoi) und den Anspruchskonflikt (conflit de revendication).
Ein positiver Konflikt liegt vor, wenn ein Präfekt mittels eines arrêté de conflit die Zuständigkeit eines Verwaltungsgerichtes bezweifelt. Als negativen Konflikt bezeichnet man es, wenn sich sowohl die Zivil- als auch die Verwaltungsgerichtsbarkeit für unzuständig erklären. Ein Entscheidungskonflikt entsteht durch einander widersprechende Entscheidungen verschiedener Gerichte. Um einen negativen Konflikt oder einen Entscheidungskonflikt zu vermeiden, kann präventiv das Tribunal des conflits angerufen werden; solche Verweisungskonflikte stellen die häufigste Fallklasse dar. Ein Anspruchskonflikt ist bisher nicht aufgetreten, er entsteht, wenn ein Regierungsmitglied beantragt, dem Staatsrat die Zuständigkeit für einen Vorgang zu entziehen.

## Wichtige Urteile
- Am 8. Februar 1873 führte das Blanco-Urteil das Prinzip der Amtshaftung ein.
- Das Pelletier-Urteil vom 30. Juli 1873 differenzierte zwischen Amtshaftung und persönlicher Haftung des Beamten.
- Das Association-syndicale-du-canal-de-Gignac-Urteil definierte am 9. Dezember 1899 den Begriff des Établissement public.
- Am 22. Januar 1921 wurde durch das Société-commerciale-de-l'Ouest-africain-Urteil für öffentliche Institutionen die Unterscheidung zwischen Établissement public à caractère administratif (EPA) und Établissement public à caractère industriel et commercial (EPIC) eingeführt.